# Хайтауэр, Розелла
Розе́лла Хайта́уэр (англ. Rosella Hightower; 1920—2008) — американская балерина, педагог и деятель хореографии. После окончания артистической карьеры открыла в Каннах Центр классического танца, затем в разные годы руководила крупнейшими балетными труппами Франции и Италии. Один из организаторов и первый председатель жюри международного балетного конкурса «Приз Лозанны».

## Биография
Розелла Хайтауэр родилась 10 января 1920 года в Дурвуде, Оклахома. Начала заниматься балетом в Канзас-сити у педагога Дороти Перкинс.
В 1937 году Леонид Мясин, гастролировавший в Канзас-сити c труппой Русский балет полковника де Базиля (Wassily de Basil’s Ballets Russes), предложил ей присоединиться к новой компании, которую он организовывал в Монте-Карло. Приехав в Европу за свой счёт, Хайтауэр обнаружила, что ей было предложено всего лишь участвовать в конкурсе на вакантное место, без каких-либо обязательств о трудоустройстве. Однако в конце концов она была принята в труппу Русского балета Монте-Карло (Ballet Russe de Monte Carlo). Здесь она встретила Андре Эглевского, c которым впоследствии танцевала на протяжении многих лет. Когда разразилась Вторая мировая война Хайтауэр вместе с труппой переехала в Нью-Йорк, где в 1941 году начала танцевать в Балетном театре (после 1956 года — Американский балетный театр).
В сезоне 1946—1947 года балерина танцевала с труппой полковника де Базиля (в то время выступавшей под названием Оригинальный русский балет). Её дебют состоялся в Метрополитен Опере в марте 1947 года в балете «Жизель». У Хайтауэр было всего несколько часов репетиций с Антоном Долиным, так как ей пришлось заменить неожиданно заболевшую Алисию Маркову. Через 3 дня, после её выступлений в балете «Лебединое озеро» с Антоном Долиным и Андре Эглевским, Джон Мартин, балетный критик газеты «Нью-Йорк Таймс», объявил Хайтауэр «новейшей звездой на балетном небосклоне».
В 1947 году балерина приняла предложение маркиза Джорджа де Куэваса присоединиться к его новой труппе Grand Ballet de Monte Carlo (другое название — Grand Ballet du Marquis de Cuevas). Такое решение было продиктовано возможностью работать со знаменитой Брониславой Нижинской. Специально для Хайтауэр Нижинская поставила виртуозное Rondo Capriccioso. В Балете маркиза де Куэваса Хайтауэр танцевала главные партии в классических балетах («Сильфида», «Спящая красавица», «Лебединое озеро»), а также хореографию Джона Тараса, который являлся балетмейстером и педагогом труппы.
Была одной из первых партнёрш Рудольфа Нуреева в после того, как он в 1961 году остался на Западе и заключил свой первый ангажемент с Балетом маркиза де Куэваса. На закрытии парижского сезона труппы 29 июля 1961 года танцевала с ним II акт балета «Спящая красавица» (в очередь с Ниной Вырубовой (I акт) и Лиан Дейде (III акт). Затем — pas de deux из балета «Дон Кихот» в Довиле, pas de deux из балета  «Щелкунчик» на гастролях в Израиле, Тщетную предосторожнсть в Марсельской опере и pas de deux из балета «Лебединое озеро» во время лондонского дебюта Нуреева 2 ноября 1961 года.
После смерти маркиза де Куэваса в 1961 году труппа распалась и Хайтауэр решила оставить сцену. В 1962 году балерина дала серию своих последних выступлений в Казино Довиля и парижском Театре Елисейских Полей, на которых танцевала с Рудольфом Нуреевым pas de deux из балетов «Дон Кихот» и «Щелкунчик», а также pas de quatre на музыку из балета «Раймонда», «Токкату и фугу» на музыку Баха и «Фантазию» — вместе с Нуреевым, Соней Аровой и Эриком Бруном.
В 1962 году[уточнить] основала Центр классического танца в Каннах, который в настоящее время является одной из ведущих балетных школ мира. Она также была одним из организаторов и первым председатетем жюри престижного конкурса учащихся балетных школ в Лозанне (Швейцария) — «Приз Лозанны».
Руководила балетными труппами Марсельской оперы (1969-72), Большого театра Нанси (1973-74), Парижской Оперы (1980—1983), балетом театра Ла Скала (1985-86).
Розелла Хайтауэр скончалась 4 ноября 2008 года в своём доме в Каннах.

### Семья
В 1938 году вышла замуж за танцовщика Мишу Резникова. В 1952 году сочеталась вторым браком с художником и дизайнером Жаном Робье (Jean Robier).
В 1955 году у них родилась дочь Доминик (Dominique Monet Robier), которая также стала танцовщицей.